# West Beach
Der West Beach (englisch für Weststrand) ist ein etwa 90 m langer Strand auf der antarktischen Ross-Insel. Er liegt am 180 m nordwestlich des Kap Evans am Ufer der North Bay. Der Strand ist nur in außergewöhnlich warmen Jahren sichtbar und ansonsten unter Schnee begraben.
Teilnehmer der Terra-Nova-Expedition (1910–1913) unter der Leitung des britischen Polarforschers Robert Falcon Scott benannten ihn.